# 小臥蛇島
小臥蛇島（日语：／ Kogaja-jima）是吐噶喇群島中的一個島嶼，位於臥蛇島東南約5.6公里處，是一個無人島。
行政區劃上，屬於日本鹿兒島縣鹿兒島郡十島村。